# Stato proletario deformato
Nella teoria politica trockista, uno Stato operaio deformato è uno Stato in cui la borghesia è stata rovesciata attraverso una rivoluzione sociale, i mezzi di produzione industriali sono stati ampiamente nazionalizzati, ma dove il proletariato non ha mai detenuto il potere politico (come avvenne per breve tempo in Russia dopo la Rivoluzione d'ottobre). Questi Stati operai sono deformati perché le loro strutture politiche ed economiche sono state imposte dall'alto o dall'esterno e perché le organizzazioni proletarie rivoluzionarie sono state schiacciate. Come per lo Stato operaio degenerato, lo Stato operaio deformato non si può dire in fase di transizione verso il socialismo.
Il concetto di Stato operaio deformato venne sviluppato dai teorici della Quarta Internazionale dopo la seconda guerra mondiale, quando l'Unione Sovietica aveva creato dei paesi satellite in Europa orientale (blocco orientale). Partendo dal concetto di Lev Trockij, dell'URSS come Stato operaio degenerato, i trockisti descrissero i nuovi regimi come Stati proletari deformati.
Invece che sostenere una rivoluzione sociale, che si sarebbe secondo questa teoria già realizzata in una forma distorta con la soppressione del capitalismo (in genere per via militare-burocratica), essi si fecero promotori di una rivoluzione politica per estromettere la burocrazia stalinista (stalinista nel gergo trockista è qualsiasi forza politica e sociale che si basava sulla burocrazia prodotta dallo stalinismo, quindi anche l'URSS e i suoi satelliti dopo il 1953 e anche gli analoghi regimi del cosiddetto socialismo reale sebbene in contrasto con Stalin come la Jugoslavia di Tito, o con l'URSS come la Cina popolare o l'Albania di Enver Hoxha - questa perlomeno è un'opinione diffusa tra i vari gruppi che si richiamano al trockismo). 
Altri trockisti o ex-trockisti furono in disaccordo con questa interpretazione, ed adottarono altre teorie, descrivendo l'Unione Sovietica come una forma di capitalismo di Stato (Tony Cliff e altri) o collettivista burocratico (Max Schachtman, James Burnham e altri). 
La maggior parte dei trockisti citano come esempi di odierni Stati operai deformati, perlomeno fino a tempi recenti (precedenti alle "riforme di mercato"), Cuba, la Repubblica Popolare Cinese, la Corea del Nord e il Vietnam. Il Comitato per un'Internazionale Operaia (oggi anche Tendenza Marxista Internazionale), il cui leader storico Ted Grant aveva sviluppato una teoria secondo cui lo stalinismo è una sorta di bonapartismo proletario (espressione usata da Trockij per definire il regime staliniano), incluse anche Stati come Siria e Myanmar, all'epoca in cui questi avevano un'economia nazionalizzata.